# Азартні ігри у Франції
Азартні ігри у Франції дозволені.

## Опис
1987 року мінімальний азартний вік було знижено з 21 до 18 років. 1988 року було дозволено ігрові автомати.
У Франції існують два головні органи, відповідальні за регулювання азартної індустрії — PMU (Pari Mutuel Urbain) та (FDJ) Française des Jeux. PMU займається перегонами, натомість FDJ відповідає за ставки на ігри та лотереї. Обидва оператори належать державі.
2010 року Франція легалізувала азартні ігри в інтернеті. Наглядом за ними займається ARJEL («Орган регулювання онлайн-ігор»).

## Історія
Азартні ігри у Франції мають дуже давню історію, тут розташовано деякі найстаріші та найпопулярніші гральні заклади світу.
Саме у Франції Королева стала постійною картою колоди, замінивши Дворянина у 1500-х роках.
У XVII ст. французький математик Блез Паскаль винайшов колесо рулетки, що згодом стало стимулом до впровадження гри в рулетку. Тоталізатор також має французьке походження, його було винайдено приблизно 1870 р.
2020 року, під час карантину через пандемію коронавірусу суттєво виросла галузь онлайн-казино в країні, через що виросла кількість проблемних гравців. З огляду на це, 2021 року французький регулятор азартних ігор планував посилити контроль за ринком.
З 2020 року за регулювання цього ринку у Франції відповідає Національний ігровий орган (Autorité Nationale des Jeux або ANJ). 

### Самовиключення гравців
У січні 2021 року було оголошено, що планувалося значно спростити систему самовиключення для гравців. ANJ планував ввести трьохетапний процес реєстрації, подати запит на самовиключення гравці зможуть онлайн на сайті Interventiondejeux.anj.fr або поштою.

## Азартні ігри в інтернеті
Перші кроки до легалізації дистанційних азартних ігор у Франції було зроблено 2005 року, коли Європейська комісія почала розслідування ситуації на французькому азартному ринку. 2006 року Комісія надіслала повідомлення, а 2007 року попросила внести зміни до законодавства, щоб зробити його відповідним законодавству ЄС. Як результат, 2009 року уряд Франції представив законопроєкт, який частково відкрив ринок азартних ігор для операторів з інших країн ЄС. Асоціація віддалених азартних ігор розкритикувала основні положення законопроєкту за несприятливі умови для нових операторів на відміну від державних. Основні напрямки критики включали:
- обмежений набір ігор, які можуть пропонувати оператори
- несприятливий режим оподаткування
- низькі виплати для гравців
- жорсткі вимоги, включаючи необхідність утримувати азартні сервери на території Франції.[12]

Закон № 2010—476 від 12 травня 2010 року про запровадження конкуренції та галузеве регулювання азартних ігор та азартних ігор в інтернеті часто називають «французьким законом про азартні ігри». Він набрав чинності 13 травня 2010 року і відкрив ринок азартних онлайн-ігор, також було створено орган, що регулює галузь — ARJEL (Французький орган регулювання азартних ігор) Діють також три інші регулювальні органи: Французький орган з питань конкуренції (ADLC), CSA (Незалежний орган із захисту свободи аудіовізуального спілкування) та CNIL. Французьке законодавство про азартні ігри передбачає три типи ліцензій на три види азартних ігор в інтернеті:
- онлайн-ставки на спорт (ставки в прямому ефірі, спортивні лотереї та ставки з фіксованими коефіцієнтами)
- онлайн ставки на перегони
- онлайн-ігри в покер (техаський холдем, омаха покер)

Ігри в казино, а також ставки не вимагають ліцензій.
Інтернет-азартні ігрирегулювання у Франції були легалізовані безпосередньо перед Чемпіонатом світу з футболу 2010 року. Як результат, гравці зробили понад 1,2 млн ставок протягом першого місяця на суму 83 млн євро, що майже вдвічі більше, ніж за той самий період 2009 року, коли єдиним варіантом легальних онлайн-ставок були державні сайти.